# Октябрьский (Дергачёвский район)
Октя́брьский — посёлок в Дергачёвском районе Саратовской области. Административный центр Октябрьского муниципального образования. Основан в 1929 году.

## География
Посёлок находится на расстоянии примерно 38 км (по прямой) к юго-востоку от посёлка городского типа Дергачи, административного центра района.

## Население
| 2002 | 2010 |
| ---- | ---- |
| 449  | ↘330 |

### Национальный состав
Согласно результатам переписи 2002 года, в национальной структуре населения казахи составляли 48 % из 449 чел., русские — 34 %.